# Neil MacCormick
Neil MacCormick (n. 27 mai 1941, Glasgow, Scoția, Regatul Unit – d. 5 aprilie 2009, Edinburgh, Scoția, Regatul Unit) este un om politic britanic, membru al Parlamentului European în perioada 1999-2004 din partea Regatului Unit.